# Lourdes Flores Nano
Lourdes Celmira Rosario Flores Nano (Lima, 7 de octubre de 1959) es una abogada y política conservadora peruana. Fue congresista de la república de 1995 a 2000, congresista constituyente de 1993 a 1995, diputada de la república de 1990 a 1992 y regidora de Lima durante 2 periodos (1987-1989; 1989-1990). Flores fue candidata a la presidencia del Perú en las elecciones de 2001 y 2006 por el Partido Popular Cristiano, el cual presidió por 8 años.
Nacida en Jesús María, Lima, Flores se graduó de la Pontificia Universidad Católica del Perú en 1983, obteniendo el título de abogada. Luego de trabajar como asesora legal en el Ministerio de Justicia, Flores inició su actividad profesional de manera independiente, desarrollándola hasta la actualidad. En la segunda mitad de los años ochenta, fue catedrática en la Facultad de Derecho de la Pontificia Universidad Católica del Perú y en la Facultad de Derecho de la Universidad de Lima.
Involucrada en las actividades del Partido Popular Cristiano desde su juventud, Flores postuló en 1985 por primera vez al Congreso de la República sin éxito. Como regidora de Lima, años más tarde, alcanzó notoriedad nacional en 1987 durante las movilizaciones contra la estatización de la banca impulsada por el presidente Alan García. Luego de una fallida postulación como teniente alcaldesa de Lima en 1989, se convirtió en diputada de la república por Lima un año después. Tras el autogolpe de Alberto Fujimori, Flores integró el Congreso Constituyente Democrático en 1992, logrando su reelección congresal en 1995, lo que la posicionó como una de las líderes de la oposición parlamentaria al Gobierno de Fujimori.
Tras la caída del régimen fujimorista, Flores se presentó a la presidencia en 2001 y 2006, ocupando en ambas ocasiones el tercer lugar de las votaciones y siendo desplazada del balotaje por un estrecho margen a manos de Alan García. En 2010, encabezó una de las dos principales candidaturas a la alcaldía de Lima, siendo superada por 0.84 % por su rival izquierdista Susana Villarán, quien años después evitaría su revocatoria del cargo gracias al respaldo de Flores durante la etapa final de la campaña.
En 2016, Flores fue compañera de fórmula de García en una controvertida alianza electoral que ocupó el quinto lugar de las votaciones con poco más del 5 %. En 2019, fue sindicada por el ex representante de Odebrecht en Perú, Jorge Barata y por el exdiputado Horacio Cánepa de haber recibido donaciones de la empresa brasileña durante sus campaña presidencial del año 2006 y de la campaña municipal de 2011, presuntos hechos que vienen siendo investigados por el Ministerio Público. Tras las elecciones presidenciales de 2021, representó legalmente a la candidata Keiko Fujimori en muchas demandas presentadas con la finalidad de resolver las actas procesadas debido a ciertas irregularidades y acusaciones desacreditadas sobre la existencia de un «fraude en mesa» a favor de Pedro Castillo, participando en concentraciones públicas junto con figuras políticas ultraconservadoras. Sus actividades como abogada de Fuerza Popular regresaron a Flores al escrutinio mediático luego de una prolongada ausencia política.

## Biografía
Lourdes Flores Nano nació en Jesús María el 7 de octubre de 1959. Hija única de César Flores Cosío (1928-2012), ingeniero agrícola oriundo de Moquegua, y de Ada Nano Soulignac (1936-1999), procedente de Huánuco y ama de casa.
En 1977, Flores ingresó a la Pontificia Universidad Católica del Perú, donde siguió la carrera de Derecho. Durante su periodo en la universidad, se involucró en política universitaria, optando por el socialcristianismo. El movimiento universitario estaba circunscrito entonces a las confrontaciones ideológicas entre jóvenes apristas e izquierdistas. Fue delegada de clase, miembro del Tercio Estudiantil de la Facultad de Derecho, y representante estudiantil ante la Asamblea Universitaria de la PUCP. Se graduó en 1983.
Tiene estudios de doctorado en Derecho de la Universidad Complutense de Madrid y de máster en Asesoría Jurídica de Empresa en el Instituto de Empresa (IE) de la misma ciudad. Siguió un máster en Derecho constitucional en la Universidad de Castilla-La Mancha y uno en Política Jurisdiccional en la Pontificia Universidad Católica del Perú.
Se desempeñó como catedrática universitaria en las Facultades de Derecho de la Pontificia Universidad Católica del Perú y de la Universidad de Lima entre 1984 y 1989.
Ha ejercido la abogacía en forma independiente desde su inicio profesional como titular de su propio estudio, donde se dedica a las áreas civil y mercantil.
Asumió el cargo de rectora de la Universidad San Ignacio de Loyola desde 2006 hasta 2009.
Flores se desempeña como vicepresidenta de la Internacional Demócrata de Centro, una red política internacional demócrata cristiana y como miembro del think tank con sede en Washington D. C., Diálogo Interamericano.

## Vida política
Fue militante del Partido Popular Cristiano desde los dieciocho años. Su compromiso con los ideales socialcristianos y el perfil de joven líder la llevó a ser Secretaria General del PPC en 1993. Ocupó también los cargos internos de secretaria nacional de Asuntos Electorales (1984-88), Secretaria nacional de Profesionales (1987-89), secretaria nacional de Política (1989-92) y de secretaria general colegiada (1992-99), antes de ser elegida como presidenta del PPC en 2003 y reelegida en 2007. Fue la primera mujer en convertirse en presidenta de un partido político en el Perú.
Luego de que Enrique Elías Laroza, uno de sus maestros universitarios, fuera nombrado por el expresidente Fernando Belaúnde Terry como ministro de Justicia a inicios de los 80, Flores sería convocada por Elías para el puesto de asesora ministerial en 1982.
Luego de culminar sus estudios de posgrado en España, Flores regresaría al Perú decidida a retomar su carrera política. En las elecciones generales de 1985, con veinticinco años, postuló por primera vez como candidata a la Cámara de Diputados por la Convergencia Democrática, coalición integrada por el Partido Popular Cristiano, el Movimiento de Bases Hayistas y un sector de independientes, que llevaba a Luis Bedoya Reyes como candidato presidencial. Aquella vez no logró ser elegida, sin embargo, la elección contribuyó a que se perfilara como una de las líderes jóvenes dentro de su partido.

### Regidora de Lima (1987-1989)
En las elecciones municipales de 1986, fue elegida regidora metropolitana de Lima por el Partido Popular Cristiano para el periodo municipal 1987-1989. En dichas elecciones, el PPC tenía como candidato a Luis Bedoya Reyes y sus contrincantes fueron Alfonso Barrantes de Izquierda Unida (entonces alcalde de Lima en ejercicio), y Jorge del Castillo del APRA (entonces alcalde de Barranco en ejercicio). Del Castillo vencería en la contienda electoral, dejando fuera de la carrera a Barrantes y a Bedoya.
Desde esa posición mantuvo una activa imagen pública, que se acrecentó notoriamente con su participación en la campaña contra la estatización de la banca en 1987, posición defendida por el expresidente Alan García y la mayoría en el Congreso.

### Candidata a teniente alcaldesa de Lima en 1989
En 1988, se conformaría una coalición política denominada Fredemo entre el Movimiento Libertad del escritor Mario Vargas Llosa, el Movimiento de Bases Hayistas el Partido Popular Cristiano y Acción Popular con miras a las elecciones generales de 1990, además de establecer un espacio de oposición al gobierno de Alan García diferente del de la izquierda peruana.
La primera contienda electoral en la que participaría el Fredemo sería en las elecciones municipales de 1989, luego de tensiones iniciales entre las agrupaciones que integraban la coalición. En el caso de la alcaldía de Lima, se decidió postular al exministro Juan Incháustegui de Acción Popular para el cargo de alcalde. Por su parte, Lourdes Flores sería elegida por el Partido Popular Cristiano para integrar la fórmula en el cargo de teniente alcaldesa.
Los resultados darían como ganador al Movimiento Cívico Independiente OBRAS, liderado por el presentador de televisión Ricardo Belmont. El Fredemo quedaría segundo, y más relegados, Henry Pease por Izquierda Unida y Mercedes Cabanillas, por el APRA, en tercer y cuarto lugar, respectivamente. Flores, al estar incluida en la lista del Fredemo, sería elegida por un nuevo periodo como regidora de la comuna limeña, cargo al que renunciaría al año siguiente luego de su elección como diputada de la República.

### Diputada (1990-1992)
En las elecciones generales de 1990, fue elegida diputada de la república por el Fredemo, con 84 874 votos, para el periodo parlamentario 1990-1995.
Durante su labor parlamentaria, fue Presidenta de la Comisión de Energía y Minas. Obtendría un rol importante al ser incorporada, junto con Pedro Cateriano, Fausto Alvarado y Jorge del Castillo, como miembro de la Comisión Investigadora al primer gobierno del expresidente Alan García, presidida por el entonces diputado Fernando Olivera.
El 2 de abril de 1992, su cargo parlamentario es interrumpido tras el autogolpe de estado decretado por el expresidente Alberto Fujimori. Durante el golpe, Flores convocó a los diputados opositores para discutir la situación política. En un intento por derrocar a Fujimori, las sesiones de la Cámara de Diputados se realizaron en su propia casa. Para ese entonces el Fredemo ya había sido disuelto y el Partido Popular Cristiano no contaba con alianzas.

### Congresista constituyente (1993-1995)
Luego del golpe estado, Fujimori convocó a elecciones constituyentes en 1992 para la creación de una nueva constitución y Flores Nano junto con Luis Bedoya Reyes deseaban que el PPC integre dicho grupo.
Inmediatamente el partido se dividió entre los que decían que el PPC no podía participar del Congreso por ser un intento golpista y entre los que decían que el PPC debía conservar la democracia en dicho organismo. El resultado fue la renuncia de Alberto Andrade y Alberto Borea Odría al anunciarse que el Partido Popular Cristiano iría al Congreso Constituyente Democrático a pedido de Flores Nano, respaldada por Luis Bedoya Reyes.
Luego de las elecciones, fue elegida congresista constituyente por el Partido Popular Cristiano, con la segunda mayor votación (264 846 votos), para el periodo parlamentario 1992-1995.
Durante su labor en el Congreso Constituyente Democrático, Flores formó parte de la Comisión Constitucional presidida por Carlos Torres y Torres Lara (1992-1995). Dicha comisión elaboraba el Proyecto para la que sería la Constitución de 1993.

### Congresista (1995-2000)
En las elecciones generales de 1995, fue elegida congresista de la república por el Partido Popular Cristiano, con 66 170 votos, para el periodo parlamentario 1995-2000.
En enero de 1997, el Partido Popular Cristiano denunció la destitución de 3 magistrados del Tribunal Constitucional por parte del entonces presidente Alberto Fujimori, los cuales impedían una nueva candidatura de éste en el 2000. Junto con la congresista Anel Townsend, propuso un referéndum para debatir la candidatura de Alberto Fujimori, e incluso su hija Keiko Fujimori firmó uno de los planillones que se remitirían a la ONPE para que se proceda con la consulta popular. Pese a haber conseguido las firmas necesarias, el proyecto no prosperó en el Congreso de la República del Perú.
En julio de ese mismo año denunció, junto con la reportera Cecilia Valenzuela, la doble nacionalidad de Alberto Fujimori, pero con la aplastante mayoría de Fujimori en el Congreso (74 congresistas) no dejó posibilidad de debate en el pleno. También fue una de las primeras parlamentarias en denunciar públicamente a Vladimiro Montesinos.
Apoyó la labor de los países garantes del Protocolo de Río de Janeiro de 1942. Los garantes del protocolo ratifican el límite con Ecuador, pero entregan simbólicamente un kilómetro cuadrado en Tiwinza como propiedad privada al Ecuador. Por este hecho durante la campaña presidencial del 2006 sus adversarios la llamaron peyorativamente Miss Tiwinza.

## Candidata presidencial en 2001
Luego de la caída de la dictadura de Alberto Fujimori en noviembre del 2000, se convocaron a elecciones generales para el 2001 y Flores funda la Alianza Electoral Unidad Nacional, de tendencia centro-derechista, con el fin de crear un solo frente para postular a la presidencia de la República en dichas elecciones que incluiría a las siguientes agrupaciones políticas: Partido Popular Cristiano (liderado por Lourdes Flores), Renovación Nacional (liderado por Rafael Rey), Solidaridad Nacional (liderado por Luis Castañeda Lossio) y Cambio Radical (liderado por José Barba Caballero).
Encabezaría los sondeos de opinión por varias semanas, pero obtuvo el 3.er lugar con el 24.3 % de los votos, siendo superada por Alejandro Toledo de Perú Posible y Alan García del APRA, quienes se enfrentarían en una segunda vuelta en la que vencería Toledo.
El comentario desafortunado de su padre, César Flores, en referencia a Toledo a pocas semanas de la primera vuelta, sería perjudicial para la candidatura de Lourdes Flores, de acuerdo a analistas, al ser considerada como peyorativa y discriminatoria.
Durante el gobierno de Alejandro Toledo, tanto ella como su agrupación, Unidad Nacional, se mantuvieron en la oposición, aunque apoyando las medidas económicas del gobierno. Fue el primer partido en renunciar al Acuerdo Nacional en 2002, siendo ampliamente criticados.
Unidad Nacional se consolidó como la tercera fuerza de oposición del gobierno de Toledo, al obtener diecisiete escaños del total de ciento veinte. Su partido incluso apoyó una posible medida de vacancia y Ántero Flores-Aráoz logró la presidencia del Congreso en 2004 gracias a los votos del APRA.
En dicho año, Lourdes Flores rechazó el paro del 14 de abril convocado por la Confederación General de Trabajadores del Perú, que contaba con el apoyo del líder aprista Alan García.

## Candidata presidencial en 2006

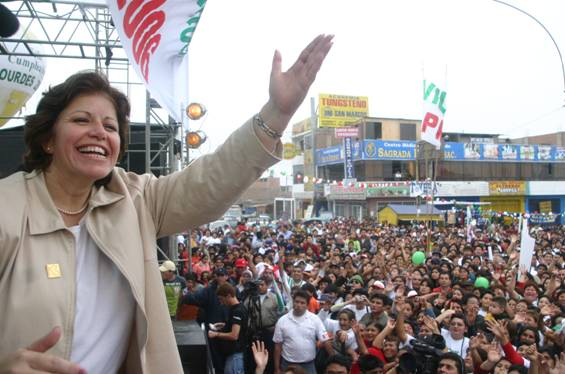
Flores celebra su cumpleaños número 46 en un mitin realizado en Villa El Salvador, ya como candidata a la presidencia de la república. 8 de octubre de 2005.

Para las elecciones generales del 2006, Lourdes Flores volvió a participar nuevamente a la presidencia de la república por Unidad Nacional.
A fines del 2005, el Congresista José Barba Caballero retiró su partido Cambio Radical, al haberse descubierto un fraude de firmas falsas por parte de un comité provincial. Inmediatamente, José Barba Caballero oficializó que su partido sería retirado del Jurado Nacional de Elecciones y se retiraría de la Alianza Unidad Nacional.
En el mismo año, cuando hizo oficial su candidatura presidencial, obtenía ya el primer lugar en las encuestas. En agosto del 2005, Ollanta Humala de Gana Perú empezó un inesperado ascenso en las encuestas. Los sondeos a lo largo de la campaña la proyectaban como la más posible sucesora de Alejandro Toledo.
Las encuestas de abril del 2006 mostraban un aumento de Humala, un descenso de Flores Nano y un ligero aumento de Alan García por lo que se podía afirmar un empate técnico.
A partir de febrero del 2006, Flores Nano comenzó una campaña publicitaria, teniendo como logo su lema «El Perú en manos firmes». La voz en off de sus propagandas era la de Güido Lombardi.
Su alianza, Unidad Nacional, fue el único que no hizo spots publicitarios con sus candidatos al Congreso de la República, ya que solo presentaban a la candidata presidencial. Fue descalificada por sus opositores refiriéndose a Flores como la «candidata de los ricos», frase acuñada por Alan García y sus partidarios contra ella, mientras miembros de Unidad Nacional denunciaban una guerra sucia orquestada por el APRA y por Gana Perú para perjudicar directamente a Flores.
Al 100 % de actas computadas, se dio a conocer que Ollanta Humala de Gana Perú y Alan García del APRA, se disputarían la Presidencia de la República en una 2.ª vuelta electoral, al obtener 30.6 % y 24.3 % respectivamente. Lourdes Flores ocupó el 3.er lugar con 23.8 % de la votación, alrededor de 65 000 votos menos que García.
Al reconocer los resultados que la dejaban fuera de carrera, Lourdes Flores afirmó que creía haber perdido «en mesa», sugiriendo un posible fraude en el conteo de los votos en las mesas de votación.
Flores fue la primera mujer con serias posibilidades de convertirse en la primera mujer presidenta del Perú.

## Candidata a la alcaldía de Lima en 2010
Luego de que Salvador Heresi fuera voceado fuertemente como candidato del Partido Popular Cristiano a la alcaldía de Lima, el partido finalmente propone con insistencia la candidatura de Lourdes Flores para la alcaldía; ella respondería que aceptaría la decisión final del partido.
En el congreso partidario de inicios de 2010, los delegados y militantes, tras un largo y acalorado debate en donde primó la posición de que Flores postule a la alcaldía de Lima por sobre la opción de que se presentara a la presidencia en las elecciones generales del 2011, votan mayoritariamente por la primera opción, confirmándose así la postulación de Lourdes Flores a la alcaldía de Lima.
Durante gran parte de la campaña, ocupó el primer lugar en las encuestas de intención de voto. Inicialmente la campaña se polarizaría entre Flores y Alex Kouri, que había renunciado a la Presidencia del Callao para participar en la contienda. Posteriormente, Flores sería desplazada del 1.er lugar en las últimas semanas por Susana Villarán, candidata del Partido Descentralista Fuerza Social.
Contó con un gran respaldo y aprobación entre la población limeña, sin embargo, la subida en las encuestas de su principal contendora empezó a obstaculizar su candidatura, situación que se dio a raíz de la tacha de su principal rival, Alex Kouri; su vinculación con el empresario César Cataño, acusado de narcotráfico; y la difusión de audios obtenidos ilícitamente a cargo del periodista Jaime Bayly, conocidos como los potoaudios, en los que, en un arranque de ira, desprecia las elecciones y el cargo al que postula, y en los que su amigo y asesor Xavier Barrón le propone una cita con Alfredo Torres, a cargo de una encuestadora, con el supuesto fin de «mover las cifras» de las encuestas que la desfavorecían. El 26 de octubre del 2010, 23 días después de la elección, Flores reconoció, luego de cuestionarla severamente, la victoria de la candidata Susana Villarán.
Dos semanas antes de su derrota por la alcaldía de Lima, Lourdes Flores expresó en una entrevista que, de no ganar las elecciones municipales, se retiraría de la política activa. Sin embargo, en otra entrevista televisiva días antes de la elección, afirmaría que lo evaluaría por no saberlo bien.

## Presencia política posterior
Flores Nano cedería la presidencia del PPC en noviembre de 2011 a Raúl Castro Stagnaro, excongresista por Lima, luego de dos mandatos al frente del partido. Continuaría en una segunda línea como una de las principales líderes de la oposición tanto a la gestión ejecutiva de la Alcaldía de Lima como al Gobierno de Ollanta Humala.
Para las elecciones legislativas y municipales de marzo del 2012 en El Salvador, Lourdes Flores encabezó el equipo de la OEA conformado por 22 observadores provenientes de 13 países, para la supervisión del proceso electoral. En septiembre de 2012, sería reelecta en el cargo de vicepresidenta de la Internacional Demócrata Cristiana, organización internacional que agrupa a setenta y cinco partidos socialcristianos.
Junto con una mayoría del Partido Popular Cristiano, apoyó la campaña del «No» en contra de la revocación a la alcaldesa Susana Villarán, en la consulta popular de revocatoria de marzo de 2013. Proyectándose a futuro, Flores no descartó volver a postular a la presidencia de la República en una próxima elección, aunque negó que lo fuera a hacer en 2016.

## Candidatura vicepresidencial en 2016
Luego de su actuación frente a la revocatoria, la imagen de Flores se vio fortalecida ante la opinión pública, al punto que frente al panorama que se configuraba en torno a las elecciones presidenciales de 2016, líderes de opinión solicitaban públicamente que reconsidere su posición inicial de no postular a la presidencia nuevamente, animándola a una tercera candidatura presidencial. Sin embargo, la negativa de Flores y las pugnas internas dentro del PPC hacían más verosímil la formación de una alianza con una figura externa al PPC.
En diciembre del 2015, anunció su candidatura a la primera Vicepresidencia de la República en la fórmula presidencial de Alan García por la Alianza Popular, coalición conformada entre el Partido Popular Cristiano y el APRA para las elecciones generales del 2016.
Pasando las elecciones, la candidatura quedó en el quinto lugar de las preferencias tras la victoria de Pedro Pablo Kuczynski.

## Controversias

### Caso César Cataño
En agosto de 2009, se reveló que Flores era abogada de César Cataño, un empresario investigado por narcotráfico, y presidenta de la aerolínea Peruvian Airlines, de propiedad de Cataño. Flores reconoció haber recibido USD 328 551 por honorarios, descartando que los recursos de Cataño tuvieran lazos con el narcotráfico, y asegurando que se trataba de un caso de superación personal y emprendedurismo popular. Flores sería duramente cuestionada por su defensa a Cataño en las elecciones a la alcaldía de Lima de 2010.

### Caso Odebrecht
Cuando la trama de corrupción y sobornos de la constructora brasilera Odebrecht cae a nivel mundial, colaboradores eficaces en Perú y en Brasil señalaron que recibieron dinero de la empresa para las campañas de Flores a la presidencia en 2006 y a la alcaldía de Lima en 2010, entre los cuales se encuentra Horacio Cánepa, árbitro y antiguo colaborador suyo. Flores se encuentra investigada por el Equipo Especial de la Fiscalía de la Nación.
Fue el abogado Horacio Cánepa, exmiembro del Partido Popular Cristiano, quien afirmó que Lourdes Flores Nano, la lideresa de dicho partido, habría recibido dinero de Odebrecht para financiar sus campañas electorales de 2006 (presidencial) y 2010 (municipal). Hasta entonces, Cánepa había sido el hombre de confianza de Lourdes Flores.
Ello ocurrió a raíz de que Cánepa se viera involucrado en el caso Odebrecht, al aparecer su nombre en una de las cuentas de la banca de Andorra usadas por la empresa brasileña para el pago de coimas; luego se supo que era el pago por los laudos que había dado a favor de dicha empresa en perjuicio del Estado peruano, cuando ejerció como árbitro de la cámara de Comercio de Lima. Al verse acorralado, Cánepa quiso negociar con la fiscalía y convertirse en colaborador eficaz, delatando el manejo de los otros árbitros; sin embargo, la fiscalía consideró que ese tipo de delación solo calificaba para una confesión sincera. Para postular a la colaboración eficaz debía revelar sobre quienes estuvieran en niveles por encima de él.
Fue entonces cuando Cánepa, en su desesperación, se propuso hacer una delación más prominente: de acuerdo a su versión, Lourdes Flores, como lideresa del PPC, pidió dinero a la constructora Odebrecht para financiar sus campañas electorales, que le fue concedido. El mismo Cánepa ofició de intermediario. Primero habría ocurrido en la campaña para la presidencia de 2006, en la que recibió un monto de 500 000 dólares; luego en la campaña del 2010 para la alcaldía de Lima, en la que recibió 200 000 dólares.
Sin embargo, en un interrogatorio anterior al que fue sometido Jorge Barata, este había negado que se hubiera dado dinero a Lourdes en 2006, ya que en ese entonces, el preferido de Odebrecht era Alan García. Se sabe que Cánepa ha presentado audios que comprobarían su versión (se trataría de conversaciones entre él y Lourdes, en las que está admitiría haber recibido dinero de Odebrecht).
El 22 de febrero de 2019, en el marco del interrogatorio del Equipo de Fiscales del Caso Lava Jato a los exdirectivos de la empresa Odebrecht en Brasil, Raymundo Trindade Serra, ex gerente de relaciones institucionales de Odebrecht, dijo que la empresa brasileña aportó USD 200 000 a la campaña de Lourdes Flores a la alcaldía de Lima del 2010, a través de Horacio Cánepa; y USD 50 000 a su campaña electoral a la presidencia de la República de 2006. Y que Lourdes Flores estaba enterada de que el dinero provenía de Odebrecht.
Por su parte, Lourdes Flores afirmó que solo se enteró en 2017 de que Odebrecht aportó a su campaña de 2010, a través del mismo Cánepa, que le hizo esa confesión por vía telefónica tras verse involucrado en las cuentas de Andorra. Negó tajantemente que ella pidiera dinero a Odebrecht, tal como afirmaba Cánepa. Dijo también que no temía ir a la prisión pues nada de lo que había hecho constituía un delito.
El 5 de marzo de 2019, Lourdes Flores acudió a un interrogatorio ante la Fiscalía de Lavado de Activos, en calidad de testigo. Se negó a responder a las preguntas referidas a los aportes a sus campañas electorales. El fiscal José Domingo Pérez solicitó entonces que se le abriera una investigación preliminar, al existir indicios de haber recibido dinero ilícito. El encargado de la investigación será el fiscal del Equipo Especial Carlos Puma Quispe, en el mes de agosto, esta paso a manos de la nueva Fiscal del equipo especial, Carol Cuba.
En septiembre, la fiscal Carol Cuba Peralta ha incorporado en la investigación preliminar al expresidente del Comité Organizador de los Juegos Panamericanos Lima 2019, Carlos Neuhaus Tudela; al excongresista de la alianza Unidad Nacional-PPC, Hildebrando Tapia y a Teresa Cánova Sarango, la asesora de la exlideresa del partido, Lourdes Flores. Esto tras la revelación de un colaborador eficaz que mencionó a Neuhaus y a Tapia de haberse reunido con ejecutivos de Odebrecht para apoyar la campaña de Lourdes Flores. Al mismo tiempo se descubrió que el actual presidente del PPC, Alberto Beingolea, sabía de los aportes de Odebrecht para la campañas y que incluso Odebrecht financió una encuesta para saber el favoritismo que tenía Beingolea para los comicios del 2016.

### Defensa legal de Fuerza Popular
Tras las elecciones presidenciales de 2021, Flores representó legalmente a la candidata Keiko Fujimori en muchas demandas presentadas con la finalidad de revertir los resultados electorales, formulando acusaciones falsas y desacreditadas sobre la existencia de un «fraude en mesa» a favor de Pedro Castillo y participando en concentraciones públicas junto con figuras políticas ultraconservadoras. Sus actividades como abogada de Fuerza Popular han regresado a Flores al escrutinio mediático luego de una prolongada ausencia política.

## Libros y publicaciones
Lourdes Flores publicó en julio de 2000 El evangelio y la tierra, un libro de dos tomos, en donde narra las experiencias y lecciones que vivió al recorrer cada una de las 194 provincias del Perú, además de reseñar el accionar del humanismo cristiano en la política del Perú del siglo XX y de relatar parte de sus memorias personales acerca de los procesos electorales en los que participó como militante, dirigente y candidata del Partido Popular Cristiano.

### Libros escritos
- El evangelio y la tierra (2000).
- Ensayos de derecho empresarial (2004).
- La economía social de mercado: pasado, presente y futuro (2015).
- Partido Popular Cristiano: medio siglo de vida y el deber de perseverar (2017).

### Prólogos a libros
- Politics Matter: A dialogue of women political leaders. Banco Interamericano de Desarrollo, Diálogo Interamericano, Women’s Leadership Conference of the Americas. Washington D. C., 2000.[57]
- Legado de fundadores. César Madrid Isla. Lima, 2003.[58]
- Programas sociales, salud y educación en el Perú: Un balance de las políticas sociales. Fritz Du Bois. KAS-IPESM. Lima, 2004.[59]
- Manual Societario. Doctrina, Legislación, Jurisprudencia & Casos Prácticos. Echaiz Moreno, Daniel. Lima, Editora Jurídica Grijley, 2012.[60]

## Premios y distinciones
Flores fue incluida en 1992 por el Foro Económico Mundial como una de los 200 líderes jóvenes de todo el mundo. En 1999, la revista Time la eligió como una de las 100 líderes iberoamericanas del siglo XX. En julio de 2009, recibió un doctorado honoris causa por la Universidad Nacional de San Agustín, en la ciudad de Arequipa. En julio de 2011 fue condecorada con la Medalla de Honor del Congreso de la República en el grado de Gran Cruz, en reconocimiento a su trayectoria parlamentaria y política. En octubre de 2011, la Pontificia Universidad Católica del Perú reconoció a Flores como exalumna distinguida de la casa de estudios en mención. En mayo de 2013, la Municipalidad de San Borja, con motivo del aniversario del distrito, la condecoró «en mérito a su trayectoria política e intelectual, así como por su lucha por la democracia y el desarrollo económico del país». En diciembre de 2013, recibió un doctorado honoris causa por la Universidad Femenina del Sagrado Corazón, en la ciudad de Lima.

## Historia electoral

### Candidatura municipal
|  | 26,79 % |

|  | 37,55 % |

### Candidatura congresal
| Proceso electoral                         | Partido político | Partido político          | Coalición                       | Circunscripción electoral | Cargo al que postuló                           | Resultado | Resultado | Ref.   |
| Proceso electoral                         | Partido político | Partido político          | Coalición                       | Circunscripción electoral | Cargo al que postuló                           | Votos     | Resultado | Ref.   |
| ----------------------------------------- | ---------------- | ------------------------- | ------------------------------- | ------------------------- | ---------------------------------------------- | --------- | --------- | ------ |
| Elecciones generales de Perú de 1985      |                  | Partido Popular Cristiano | Convergencia Democrática (CODE) | Lima                      | Diputada                                       | 2 361     | No electa | [ 67 ] |
| Elecciones generales de Perú de 1990      |                  | Partido Popular Cristiano | Frente Democrático              | Lima                      | Diputada                                       | 84 874    | Electa    | [ 67 ] |
| Elecciones constituyentes de Perú de 1992 |                  | Partido Popular Cristiano |                                 | única                     | Miembro del Congreso Constituyente Democrático | 264 846   | Electa    | [ 68 ] |
| Elecciones generales de Perú de 1995      |                  | Partido Popular Cristiano |                                 | única                     | Congresista                                    | 67 273    | Electa    | [ 69 ] |
| Elecciones generales de Perú de 2016      |                  | Partido Popular Cristiano | Alianza Popular                 | Lima Metropolitana        | Congresista                                    | 17 273    | No electa |        |

### Candidatura presidencial
|  | 21,01 % |

|  | 24,30 % |

|  | 19,98 % |

|  | 23,81 % |

|  | 4,77 % |

|  | 5,83 % |